# Пойнтер, Уильям Эмос
Уи́льям Э́мос По́йнтер (англ. William Amos Poynter; 29 мая 1848 — 5 апреля 1909) — американский политик, 10-й губернатор Небраски.

## Биография
Уильям Пойнтер родился в городе Юрика, Иллинойс, где в 1867 году окончил местный колледж. В 1879 году он переехал в Албион, Небраска, где работал на ранчо и ферме.
Пойнтер был одним из организаторов Фермерского альянса, в 1884 году его избрали в Палату представителей Небраски, а в 1890 году — в Сенат штата. Он был членом комитета по сельскому хозяйству и временным председателем Сената. В 1892 году Пойнтер неудачно баллотировался в Палату представителей США от фермерской Народной партии левопопулистского толка.
В ноябре 1898 года Пойнтер был избран губернатором Небраски. Во время его пребывания в должности были улучшены железнодорожные нормативы, а также принят закон о проведении в Линкольне ярмарок штата. Пойнтер баллотировался на второй срок, однако потерпел поражение, и 3 января 1901 года вышел в отставку.
Пойнтер продолжил заниматься коммерцией, а также был председателем ассоциации безопасности сбережений и кредитов (англ. Security Savings and Loan Association). В 1909 году, во время выступления в Сенате штата, у Пойнтера случился инсульт и он вскоре умер. Пойнтер был похоронен на кладбище Wyuka Cemetery в Линкольне.
В 1869 году Пойнтер женился на Марии Жозефине Маккоркл, у них было двое детей.